# Jesper Bruun Monberg
Jesper Bruun Monberg, z d. Bruun Jensen (ur. 14 października 1977 w Esbjergu) – duński żużlowiec.

## Życiorys

### Kariera sportowa
Pierwszy znaczący sukces w swojej karierze osiągnął w roku 1994, zajmując w Młodzieżowych Indywidualnych Mistrzostwach Danii drugie miejsce. W 1996 zadebiutował w IMŚJ, gdzie wywalczył brązowy medal. W tym samym roku razem reprezentacją Danii cieszył się z brązowego medalu w DMŚ. Sezon 1997 to najlepszy w karierze Duńczyka – zostaje mistrzem świata w kategorii juniorów oraz zdobywa złoto w DMŚ. Następne lata już nie obfitują w sukcesy międzynarodowe, nie utrzymuje się w cyklu GP i nie jest powoływany do reprezentacji. Jedyne sukcesy w gronie seniorów to zdobycie tytułu mistrza Europy w 2005 oraz dwóch brązowych medali (2001, 2003) w mistrzostwach Danii.
W drużynowych rozgrywkach w Polsce startuje od 1999 roku.

### Życie prywatne
Pod koniec marca 2008 przyjął nazwisko swojej żony, Rikke Monberg.

## Przynależność klubowa
Dania
- Slangerup Speedway Klub (2009)

Polska
- Polonia Piła (1999–2000)
- GKM Grudziądz (2001)
- Stal Gorzów Wielkopolski (2002)
- Start Gniezno (2003)
- TŻ Lublin (2005)
- Start Gniezno (2006)
- Stal Gorzów Wielkopolski (2007–2008)
- Unia Tarnów (2009–2010)
- RKM Rybnik (2011)
- Start Gniezno (2011)
- Sparta Wrocław (2012)
- Kolejarz Opole (2013)
- Polonia Piła (2014–2015)

Wielka Brytania
- Ipswich Witches (2004)
- Peterborough Panthers (2006)
- Ipswich Witches (2007)

Szwecja
- Indianerna Kumla (2009)